# Loupeigne
Loupeigne es una comuna francesa situada en el departamento de Aisne, de la región de Alta Francia.

## Geografía
Está ubicada a 25 km al norte de Château-Thierry.

## Demografía
| 140 | 125 | 107 | 109 | 95 | 77 | 82 | 91 |
| Para los censos de 1962 a 1999 la población legal corresponde a la población sin duplicidades (Fuente: INSEE [Consultar]) |     |     |     |    |    |    |    |